# أنجل ايمانويل لونا
أنجل ايمانويل لونا (بالإسبانية: Angel Emanuel Luna)‏ (30 يناير 1989 في الأرجنتين - ) هو لاعب كرة قدم أرجنتيني في مركزي الوسط والهجوم. لعب مع ريفر بليت ونادي سان لورينزو وCSD Flandria ‏ وإنستيتوسيون أتلتيكا سود أمريكا ‏.

## وصلات خارجية
- أنجل ايمانويل لونا على موقع قاعدة بيانات كرة القدم.إي يو (الإنجليزية)
- أنجل ايمانويل لونا على موقع Soccerway.com (الإنجليزية)